# Nicolau no País das Maravilhas
Nicolau no País das Maravilhas foi uma série da televisão portuguesa estreada em 1975. Tratava-se de um programa de humor em formato de sketches que foi bem recebido pelo público e foi responsável pela afirmação de Nicolau Breyner como uma das figuras portuguesas mais marcantes da área do espetáculo, ao mesmo tempo que deu a conhecer ao grande público um outro artista em início de carreira: Herman José, que na altura tinha apenas 21 anos e com quem Nicolau Breyner faria futuras parcerias noutros programas.
Neste programa, o duo tinha uma rábula cuja fama mais tarde ultrapassou a do próprio programa: Sr. Contente (Nicolau Breyner) e Sr. Feliz (Herman José). Juntos fizeram tournées pelo país fora com base nestas personagens. Com música de Thilo Krassman e letra de César de Oliveira, a dupla encantava com o seu "diga à gente, diga à gente, como vai este país?".

## Elenco
- Nicolau Breyner †
- Herman José
- Vera Mónica